# 共同溝

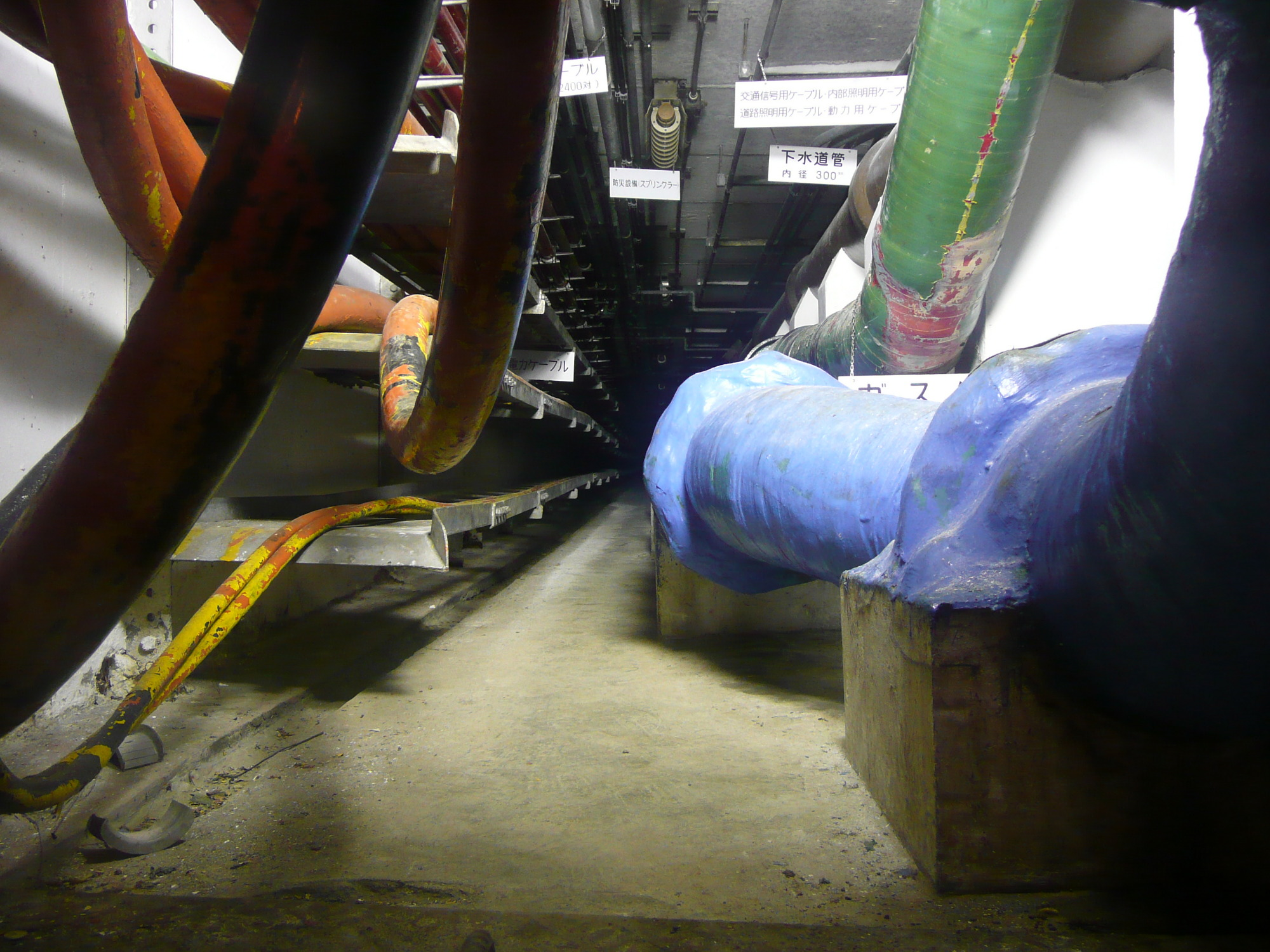
銀座共同溝

共同溝（きょうどうこう、英語: utility tunnel, utility corridor）は、電気、電話、水道、ガスなどのライフラインをまとめて道路などの地下に埋設するための設備である。

## 概要

### 日本
日本の法令上では「共同溝」は「二以上の公益事業者の公益物件を収容するため道路管理者が道路の地下に設ける施設」と定義されている（共同溝の整備等に関する特別措置法2条5項）。
電気、電話などの電線、光ファイバー類の場合は電柱上に敷設されることが多いが、道路の地下空間を利用して地中化することで街の美観向上に役立つ。元々地中に設置される水道やガスの場合は、直接埋められていたのが共同溝に入れることで道路を掘り返さずメンテナンスできるようになる利点がある。ただし初期建設コストが高く、都市部を中心に部分的な普及にとどまっている。東京の場合、後藤新平の発案で整備が始められた。
大型のものは人、さらには車両まで入れる空間があるものもあり規模によっては地下鉄建設並みのコストが掛かる。
電線、光ファイバー類のみを収容する構造の小型のものも存在し（この場合、電線共同溝と呼ばれる）、全ての電線類を地中に埋設した連続したU字溝状のものに統合した「CABシステム（キャブシステム=CAble Boxの略）」あるいは種類ごとに別々の管路を埋設し接続部のみを一つに統合した「C.C.BOX（シー・シー・ボックス=Communication（or Compact） Cable BOXの略）」などの形で建設され歩道下に設置されることが多い。なお、「電線共同溝」について日本の法令では「電線の設置及び管理を行う二以上の者の電線を収容するため道路管理者が道路の地下に設ける施設」と定義されている（電線共同溝の整備等に関する特別措置法2条3項）。
道路管理者が道路管理用（監視カメラ通信用など）の目的で光ファイバーを敷設したものを「情報BOX（情報ボックス）」と称し、光ファイバーを民間に開放することで電線共同溝と同じ効果を生んでいるものもある。

### ヨーロッパ

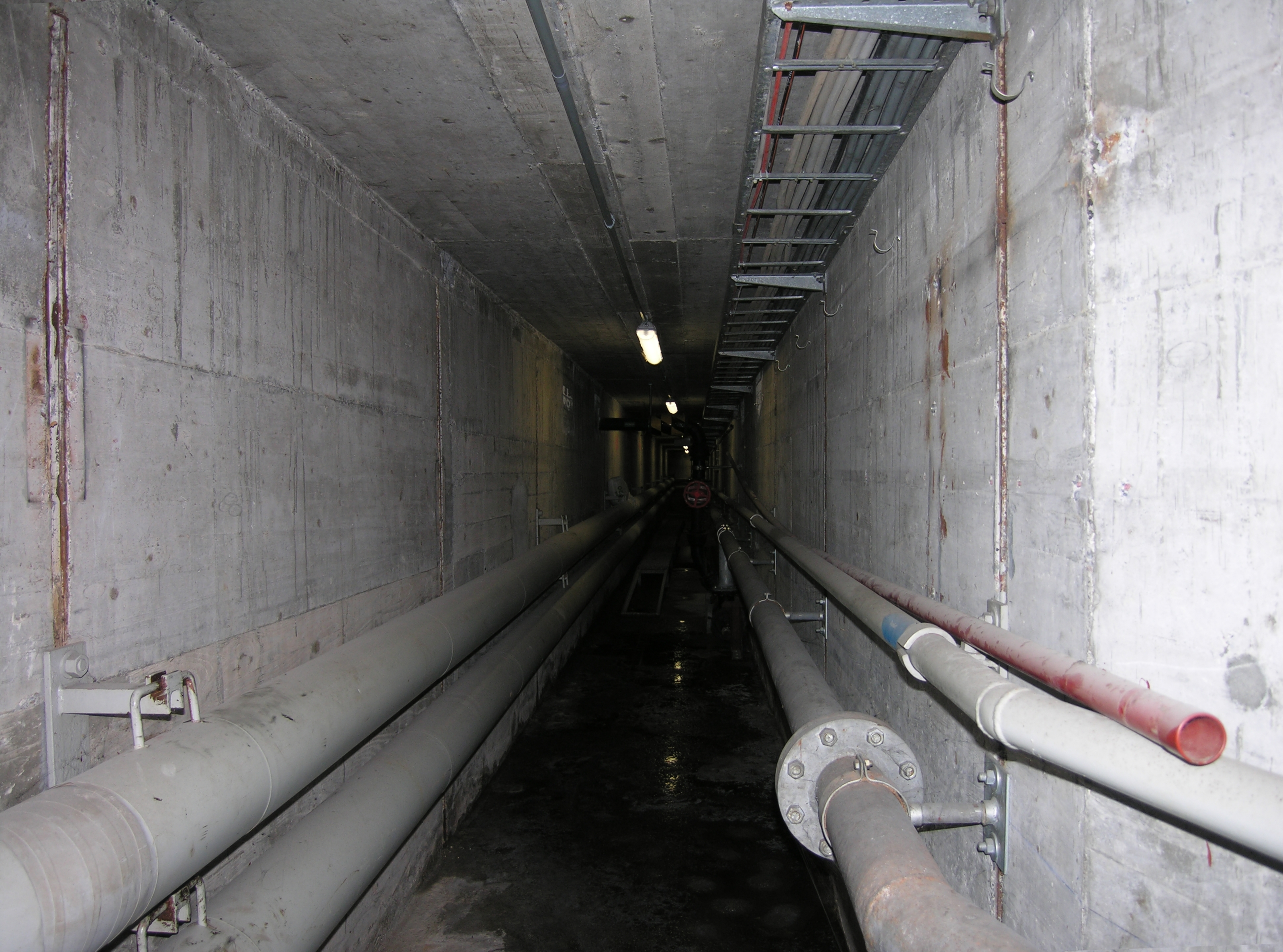
チューリッヒ中心部の共同溝

ヨーロッパの都市では元は上下水道などのためのものであったが今日でもガスや電気、さらには光ファイバー等、近代的なライフラインを通している。ヨーロッパの都市部では日本のような電柱は古くから見られなかったが、これは道路に面していない家屋の側壁や屋根裏などを経由して地域配電していたためであり、絶縁不良による火災などがしばしば問題とされ地中化が進められる要因の一つとなった。郊外や農村部では電柱による配電が広く見られる。

## 主な共同溝メーカー
- ゼニス羽田
- 那須電機鉄工
- 積水化学工業

## 軍事・テロ対策
2020年2月、大韓民国ソウル市中心部の汝矣島にて共同溝の火災事故が発生。多数のインフラが一度にダウンする事態が発生した。以降、朝鮮戦争が休戦状態にある韓国では、軍事面からも共同溝の存在を重視し、国家重要施設に分類。首都防衛司令部所属の地下共同溝防御部隊を配置し、テレビカメラやセンサー類による24時間監視、定期的な訓練を繰り返している。
日本ではアメリカ同時多発テロ事件発生以降、テロ対策を強化する中で、会議場等関連地域周辺の共同溝を管理及び警備の強化の対象としている。